# وایت اوک (تگزاس)
وایت اوک، تگزاس(به انگلیسی: White Oak, Texas) شهری در ایالت تگزاس از ایالات جنوبی ایالات متحده آمریکا است. در سرشماری سال ۲۰۰۰، جمعیت این شهر ۵۶۲۴ نفر اعلام شد.